# Void cube
Void cube (с англ. — «Кубик с пустотой») — шарнирная головоломка, похожая на Кубик Рубика, но отличающаяся от него отсутствием центральных элементов. Изобретена Кацухико Окамото и представлена общественности в 2012 году. Лицензией на производство головоломки владеет японская компания Gentosha Education.
Такой Кубик можно сделать из обычного Кубика Рубика, просто отклеив цветные наклейки или сняв крышки с неокрашенных центральных элементов.

## Особенности
Сборка Кубика с пустотой немного сложнее сборки Кубика Рубика. Порядок расположения граней определяется не по центральным элементами, а по углам. Однако это не избавляет от проблемы сборки третьего слоя, когда используя алгоритмы Кубика Рубика могут оказаться неправильно расположенными два уголка — в этом случае необходимо применение дополнительного алгоритма для перемещения рёберных элементов.